# Epelis roseidaria
Epelis roseidaria är en fjärilsart som beskrevs av Jacob Hübner. Epelis roseidaria ingår i släktet Epelis och familjen mätare. Inga underarter finns listade i Catalogue of Life.